# Southeastern
London & Southeastern Railway Eastern Limited, även kallat Southeastern, är ett brittiskt järnvägsbolag, ägt av det engelsk-franska samriskbolaget Govia som trafikerar linjer i Sydöstra England. De driver de flesta pendeltågslinjer och regionala linjer i sydöstra London och Kent, samt i vissa delar av East Sussex. Southeasterns tåg trafikerar längs de tre huvudlinjerna: Sydöstra stambanan från London Cannon Street och London Charing Cross till Dover via Sevenoaks, Chathambanan mellan London Victoria och Dover/Ramsgate via Medway Towns och High Speed 1 från London St. Pancras.
Den 1 april 2006 blev Southeastern entreprenör för den nya franchisen Integrated Kent och ersatte det offentligt ägda South Eastern Trains på den tidigare sydöstra franchisen.

## Översikt
Southeastern trafikerar de flesta av de viktigaste stationerna i London så som Charing Cross, Victoria, Blackfriars, Cannon Street, London Bridge, Waterloo East och St Pancras. Bolagets trafiknät sträcker sig på ungefär 540 engelska mil, med 179 stationer. Av rutterna gå 70% till och från London.
Bolaget ägs av Govia som drivs gemensamt av Keolis och Go-Ahead Group som även driver järnvägsbolaget Southern i södra England, som överlappar med Southeastern i vissa områden. Bolagets formella namn, under vilket de lade bud på franchisekontraktet, är London & South Eastern Railway (LSER).

## Historien om franchisen
Sedan privatiseringen av British Rail 1997, har tillståndet för att köra tåg i området innehafts av tre olika företag. Det första bolaget att vinna upphandlingen av den Sydöstra franchisen var Connex, den 14 oktober 1996, under namnet Connex South Eastern. Connex fick ett dåligt rykte om att vara sälja opålitliga tjänster, men det var för "dålig ekonomisk förvaltning" som avtalet bröts av Strategic Rail Authority (SRA), den 9 november 2003. Tågtrafiken togs sedan över av South Eastern Trains, ett dotterbolag till Vägverket/Transportministeriet i Storbritannien som skapades för ändamålet, tills det blev ny budgivning för en ny franchise. Denna innehöll Sydöstra franchisen i kombination med de nya höghastighetstjänsterna på High Speed 1 (tidigare känt som Channel Tunnel Rail Link) för att bilda en ny franchise, kallad Integrated Kent (IKF).
Öppningen av den andra fasen på High Speed 1 i november 2007 gjorde att det traditionella nätverket som använts av Eurostar avlastades, vilket fick Southeastern att öka i vissa tjänster i december 2007. I december 2008, som en del av ett franchiseavtal, lämnades ansvaret för sträckan Redhill till Tonbridge över till järnvägsbolaget Southern. Southeasterns turer med höghastighetståg började att gå i full drift den 14 december 2009.
I mars 2009 stängdes plattformar av på Blackfriars, för rekonstruktion som en del av Thamslinkprogrammet. Vissa turer från Southeastern som tidigare slutade på Blackfriars, främst från Sevenoaks via Catfords rundslinga förlängdes vidare till Kentish Town, St Albans, Luton och Bedford. Som ett resultat av denna förändring driver Southeastern dessa turer tillsammans med Thameslink med hjälp av 20 stycken tågsätt av typen Class 319 (som finns kvar i FCC:s färger) samt de nybyggda Class 377 Electrostars. När stationen var färdigbyggd i maj 2012 fortsatte dess turerna att gå, men på kvällar och helger (när stationen stängts) så slutar de nu i Blackfriars istället för som tidigare på London Victoria.
Efter att trafikdepartementet i Storbritannien hade annullerat InterCity West Coast franchisen, beviljade man ett förlängt avtal. År 2013 förlängde koalitionsregeringen Southeasterns franchise, utan anbudsförare, från den 31 mars 2014 till 24 juni 2018, och år 2016 förlängdes den ytterligare till december 2018. Anbudsinfordran, som beskriver de förbättringar som måste göras av den nya franchisen, kommer att släppas i september 2017 och kontraktet kommer att tilldelas i augusti 2018.

### Javelintågen

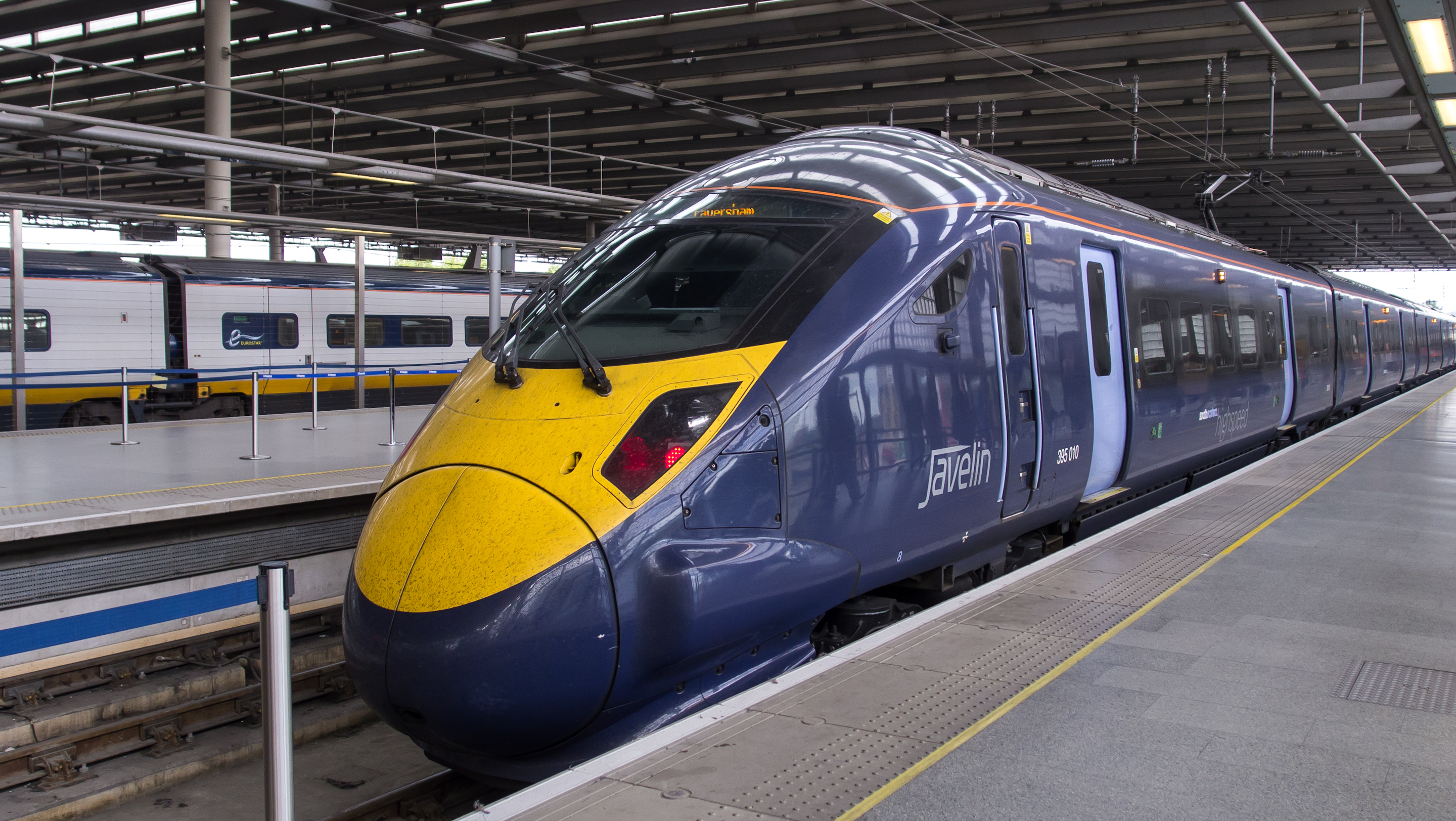
Class 395 Javelin på St Pancras International

Olympic Javelin eller endast Javelin var snabbtåg som kördes av Southeastern på High Speed 1 under Sommar-OS 2012 och Paralympics. Tågen gick under båda eventen från St Pancras International till Ebbsfleet International via Stratford International som ligger nära den olympiska arenan. Under OS gick det åtta tåg i timmen mellan St Pancras och Ebbsfleet vilka ersatte de vanliga East Kent-turerna. Två av dessa förlängdes till Ashford och en till Faversham. Mellan kl 11.00 och 01.00 utökades trafiken till tolv tåg per timme.
Detta var en del av det framgångsrika olympiska budet för OS i London, men det var också en plan för att förbättra kollektivtrafiken i London under OS, ett område som ansågs fattigt av Internationella olympiska kommittén (IOK). British Olympic Association ansökte om registrering av Javelin, som ett brittiskt varumärke den 19 juli 2005 och detta beviljades 2 juni 2006. Tågen drevs av Southeastern på High Speed 1 med hjälp av tågmodellen Class 395, och på grund av detta kallas just Class 395 för Javelin (sv: spjut).
På St Pancras fanns bytesmöjligheter till tunnelbana och även till tåg till och från Midlands, Skottland och norra England. På grund av spårkapacitetsskäl stannade inte Eurostar, som de inte heller gjorde tidigare, i Stratford. Det förväntades att 80% av de olympiska åskådarna skulle resa dit och därifrån med tåg. Tågen till OS planerades transportera 240 000 resenärer per timme, varav 25 000 skulle komma med Javelintågen.

## Southeasterns undervarumärken

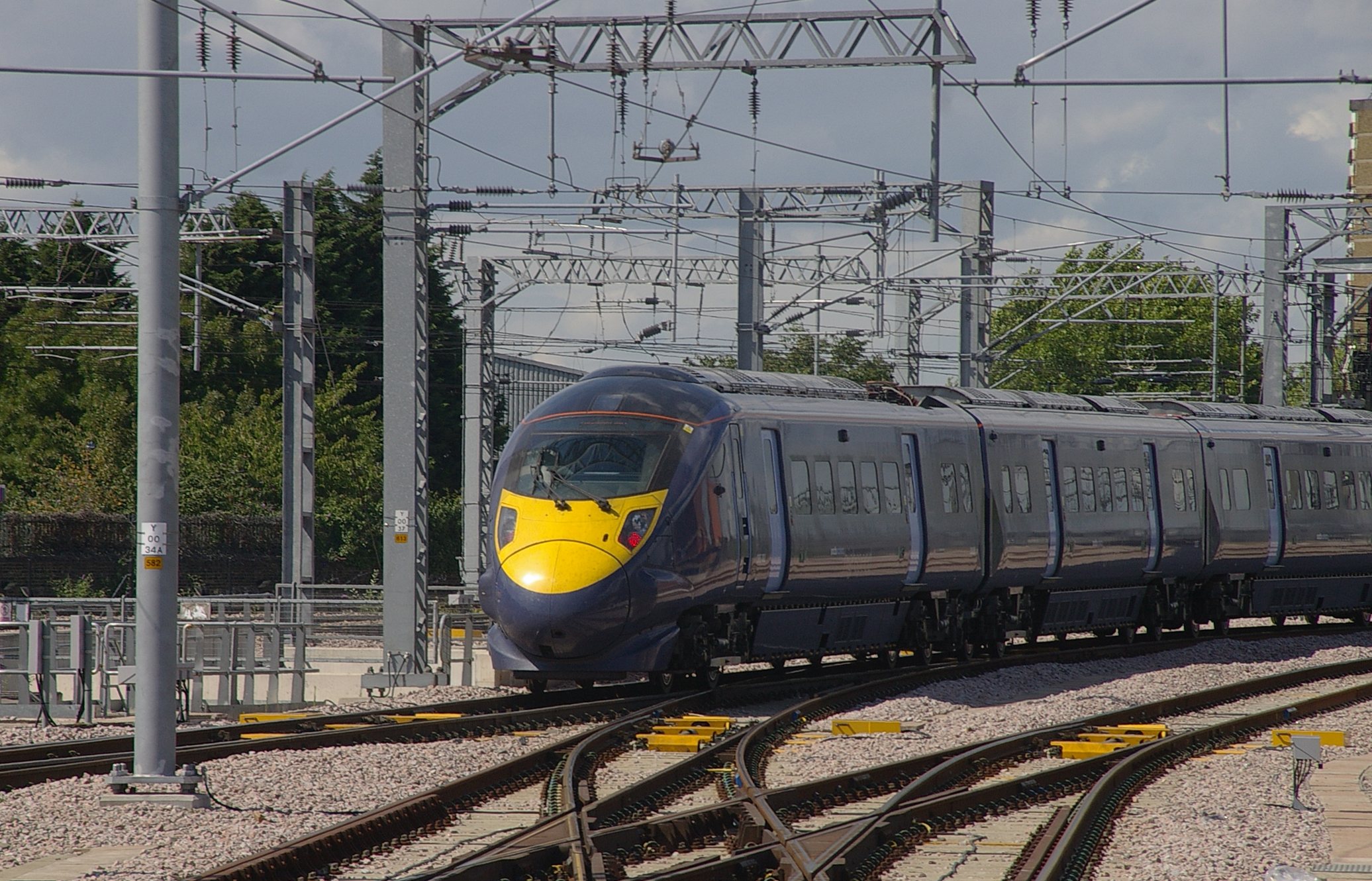
Class 395 Javelin på St Pancras

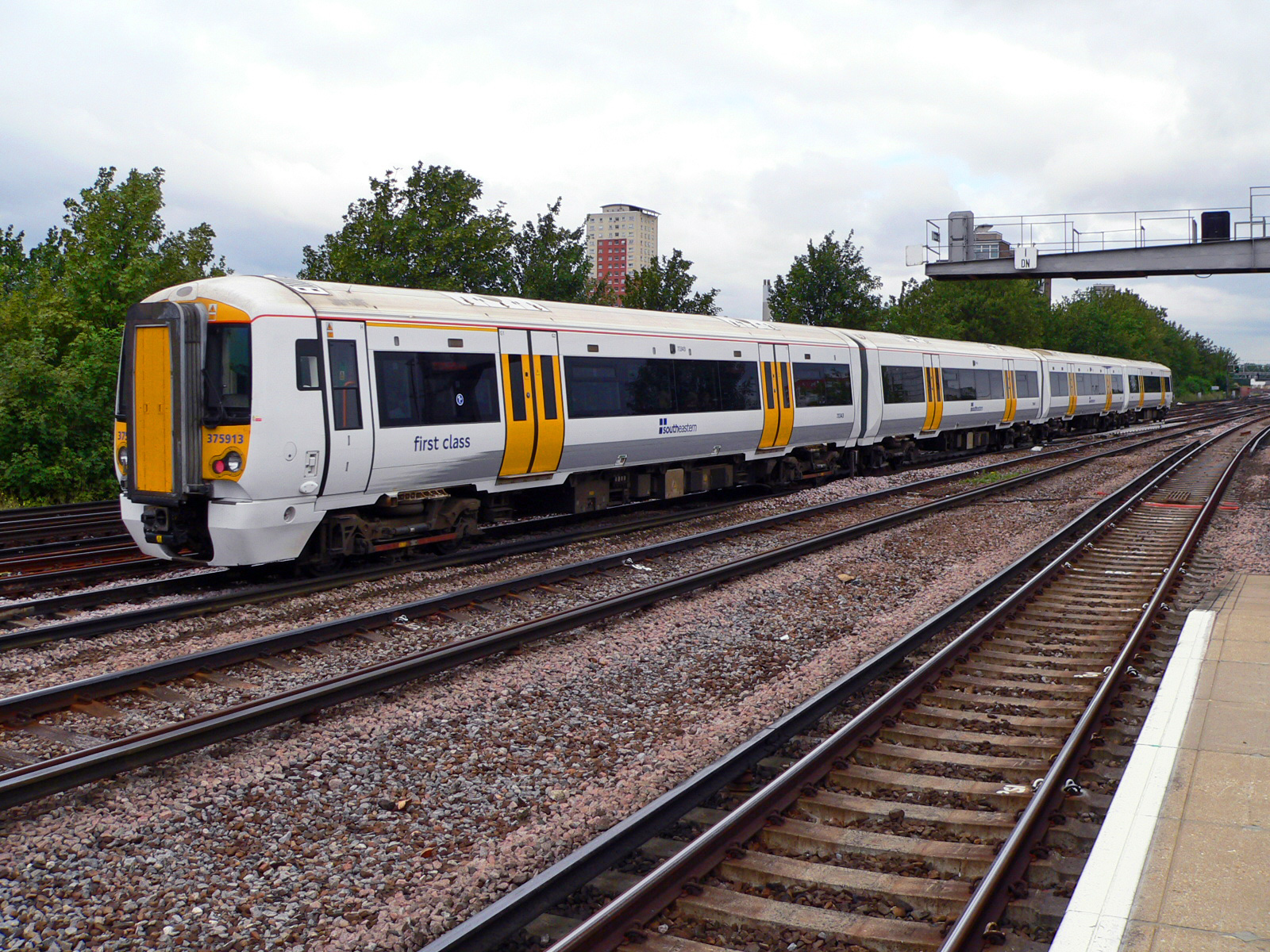
Class 375 Electrostar vid New Cross

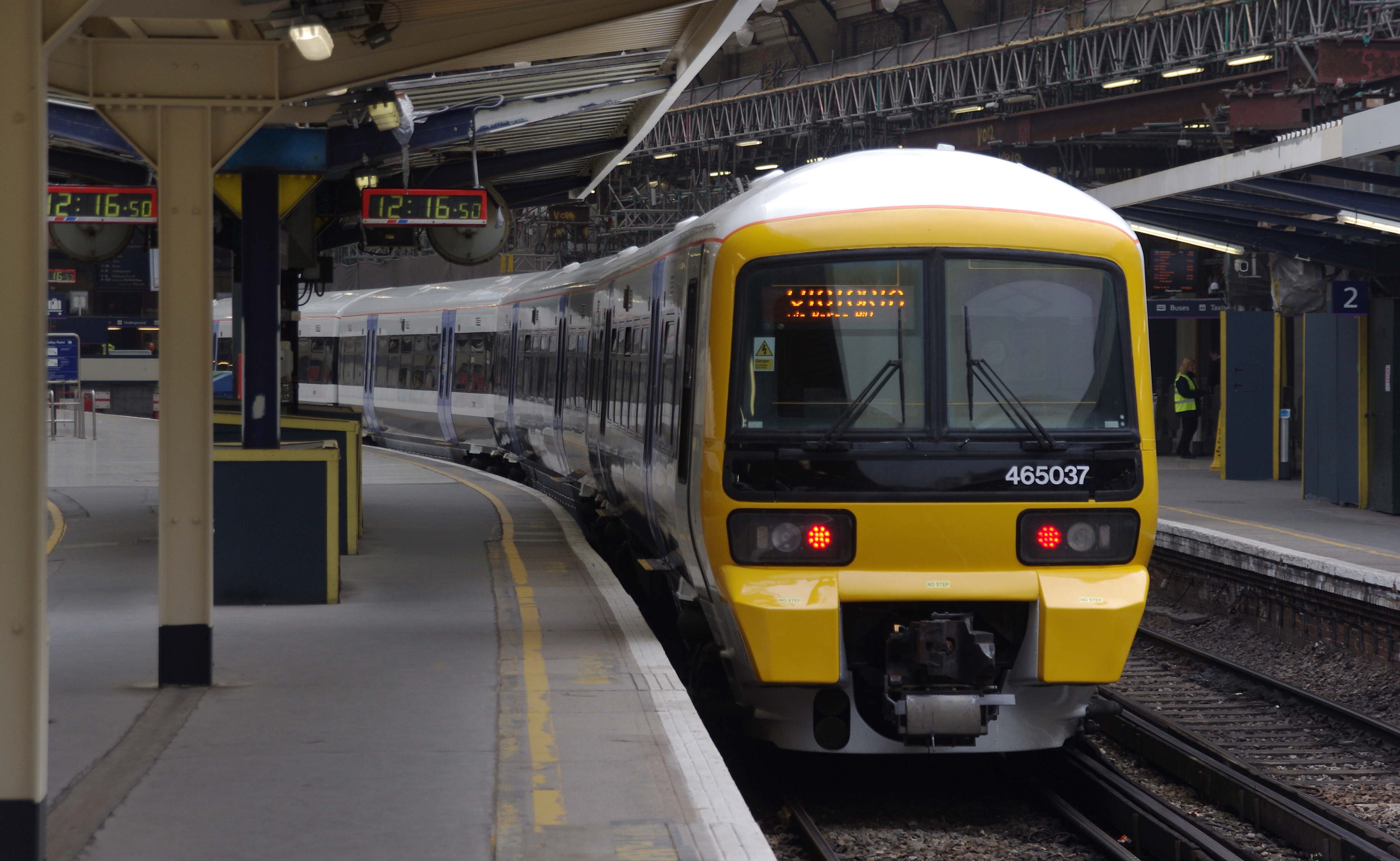
Class 465 Networker på London Victoria

Southeastern har tre undervarumärken: Highspeed (grå), Mainline (grön), Metro (rosa), dessa färger anges även på linjekartan.

### Highspeed
Southeastern introducerade en fullständig tidsplan för de inhemska höghastighetstjänsterna under varumärket Southeastern Highspeed över High Speed 1 mellan London St Pancras och Ashford International den 13 december 2009, en begränsad förhandsgranskning hade varit igång sedan 29 juni 2009. Höghastighetstågen på High Speed 1 stannar också i Stratford International samt Ebbsfleet International. Tåg från London till Medway Towns och Faversham svänger av från High Speed 1 i Ebbsfleet och fortsätter via Norra Kentbanan och Chathambanan. Vissa tåg kör även vidare från Faversham till Ramsgate/Dover mot Ashford för att sedan återvända mot St Pancras igen. Tåg mot Dover och Margate tar av från High Speed 1 i Ashford. En begränsad linje i rusningstrafik går mellan St Pancras och Maidstone West via Ebbsfleet och Strood.
En flotta på 29 stycken höghastighetståg bygges av Hitachi i Japan för rutten. Det här var den största förändringen i tågtrafiken i området på 40 år. Med de snabbtågen utvidgades turerna från Charing Cross till Ashford även till Dover och Ramsgate.
Biljettpriserna för resor som inkluderar High Speed 1 mellan St Pancras och Gravesend inkluderar vanligen en tilläggsavgift.

### Mainline
Southeastern är den viktigaste tågoperatören i Kent, och betjänar också delar av East Sussex. Turer som trafikeras av Mainline förbinder centrala London med Dover, Folkestone, Hastings, Royal Tunbridge Wells, Ramsgate, Chatham, Maidstone och Canterbury. Tågen som kör Mainlineturer är Class 375 Electrostar, ibland används även Class 465/9 Networker på vissa sträckor.
Även Sittingbourne till Sheerness-on-Sea på Sheernessbanan räknas till Mainline, men trafikeras istället av Class 466 Networker.

### Metro
Southestern trafikerar sydöstra och södra London med tågtrafik, dess centralstationer är London Charing Cross, Victoria, Blackfriars, Cannon Street, London Bridge och Waterloo East. Metrotågen går till Greenwich, New Cross, Lewisham, Dartford, Gravesend, Woolwich Arsenal, Hayes, Peckham Rye, Bromley South, Bexleyheath, Petts Wood, Orpington och Sevenoaks. Sträckorna trafikeras av Class 376 Electrostar samt Class 465 & 466 Networker, även om Class 375 Electrostar används ibland.

## Rutter

### Lågtrafik
Aktuella rutter i lågtrafik med frekvensen per timme (tph). Dessa är:
| High Speed Line                                                                                              | High Speed Line | High Speed Line |
| Rutter | TPH             | Stannar vid |
| --- | --------------- | --- |
| London St Pancras International till Faversham via Ebbsfleet och Chatham                                     | 1               | Stratford International, Ebbsfleet International, Gravesend, Strood, Rochester, Chatham, Gillingham, Rainham och Sittingbourne |
| London St Pancras International tillLondon St Pancras International via Chatham, Ramsgate, Dover och Ashford | 1               | Stratford International, Ebbsfleet International, Gravesend, Strood, Rochester, Chatham, Gillingham, Rainham, Sittingbourne, Faversham, Whitstable, Herne Bay, Birchington-on-Sea, Margate, Broadstairs, Ramsgate, Sandwich, Deal, Walmer, Martin Mill, Dover Priory, Folkestone Central, Folkestone West, Ashford International, Ebbsfleet International och Stratford International Trafikeras både medurs och moturs. |
| London St Pancras International till Margate via Ebbsfleet, Ashford och Canterbury West                      | 1               | Stratford International, Ebbsfleet International, Ashford International, Canterbury West, Ramsgate och Broadstairs |
| Via Paddock Wood (Mainline)                                                                                  |                 | |
| Rutter | TPH             | Stannar vid |
| London Charing Cross till Dover Priory                                                                       | 1               | Waterloo East, London Bridge, Sevenoaks, Tonbridge, Paddock Wood, Marden, Staplehurst, Headcorn, Pluckley, Ashford International, Westenhanger, Sandling, Folkestone West och Folkestone Central |
| London Charing Cross till Ramsgate via Canterbury West                                                       | 1               | Waterloo East, London Bridge, Sevenoaks, Tonbridge, Paddock Wood, Marden, Staplehurst, Headcorn, Pluckley, Ashford International, Wye, Canterbury West, Sturry och Minster |
| Via Sole Street (Mainline)                                                                                   |                 | |
| Rutter | TPH             | Stannar vid |
| London Victoria till Ramsgate via Chatham                                                                    | 1               | Bromley South, Longfield, Meopham, Rochester, Chatham, Gillingham, Rainham, Sittingbourne, Teynham, Faversham, Whitstable, Chestfield & Swalecliff, Herne Bay, Birchington-on-Sea, Westgate-on-Sea, Margate, Broadstairs och Dumpton Park |
| London Victoria till Dover Priory (halvsnabb) via Chatham                                                    | 1               | Bromley South, Longfield, Meopham, Rochester, Chatham, Gillingham, Rainham, Newington, Sittingbourne, Faversham, Selling, Canterbury East, Bekesbourne, Adisham, Ayelsham, Snowdon, Shepherds Well och Kearnsey |
| London Victoria till Dover Priory (långsam) via Chatham                                                      | 1               | Danmark Hill, Bromley South, St Mary Cray, Swanley, Farningham Road, Longfield, Meopham, Sole Street, Rochester, Chatham, Gillingham, Rainham, Newington, Sittingbourne, Faversham och Canterbury East |
| Hastings Line (Mainline)                                                                                     |                 | |
| Rutter | TPH             | Stannar vid |
| London Charing Cross till Hastings via Tunbridge Wells (långsam)                                             | 1               | Waterloo East, London Bridge, Orpington, Sevenoaks, Tonbridge, High Brooms, Tunbridge Wells, Frant, Wadhurst, Stonegate, Etchingham, Robertsbridge, Battle, Crowhurst, West St Leonards och St Leonards Warrior Square |
| London Charing Cross till Hastings via Tunbridge Wells (halvsnabb)                                           | 1               | Waterloo East, Orpington, Sevenoaks, Tonbridge, High Brooms, Tunbridge Wells, Wadhurst, Battle och St Leonards Warrior Square |
| London Cannon Street to Tunbridge Wells via Orpington                                                        | 2               | London Bridge, New Cross, Orpington, Sevenoaks, Hildenborough, Tonbridge och High Brooms |
| Via Maidstone East (Mainline)                                                                                |                 | |
| Rutter | TPH             | Stannar vid |
| London Victoria till Canterbury West via Maidstone East                                                      | 1               | Bromley South, Swanley, Otford, Borough Green & Wrotham, West Malling, Maidstone East, Bearsted, Hollingbourne, Harrietsham, Lenham, Charing, Ashford International, Wye, Chilham och Chartham |
| London Victoria till Ashford International via Maidstone East                                                | 1               | Bromley South, St Mary Cray, Swanley, Kemsing, Borough Green & Wrotham, West Malling, East Malling, Barming, Maidstone East och Bearsted |
| Medway Valley (Mainline)                                                                                     |                 | |
| Rutter | TPH             | Stannar vid |
| Strood till Maidstone West                                                                                   | 1               | Cuxton, Halling, Snodland, New Hythe, Aylesford och Maidstone Barracks |
| Strood till Tonbridge                                                                                        | 1               | Cuxton, Halling, Snodland, New Hythe, Aylesford, Maidstone Barracks, Maidstone West, East Farleigh, Wateringbury, Yalding, Beltring och Paddock Wood |
| Sheerness Line (Mainline)                                                                                    |                 | |
| Rutter | TPH             | Stannar vid |
| Sittingbourne till Sheerness-on-Sea                                                                          | 2               | Kemsley, Swale och Queenborough |
| Bexleyheath Line (Metro)                                                                                     |                 | |
| Rutter | TPH             | Stannar vid |
| London Victoria till Dartford via Bexleyheath                                                                | 2               | Denmark Hill, Peckham Rye, Nunhead, Lewisham, Blackheath, Kidbrooke, Eltham, Falconwood, Welling, Bexleyheath och Barnehurst |
| London Charing Cross till Dartford via Bexleyheath                                                           | 2               | Waterloo East, London Bridge, Lewisham, Blackheath, Kidbrooke, Eltham, Falconwood, Welling, Bexleyheath och Barnehurst |
| London Cannon Street (rundtur) via Bexleyheath och Slade Green                                               | 2               | London Bridge, New Cross, St Johns,Lewisham Blackheath, Kidbrooke, Eltham, Falconwood, Welling, Bexleyheath och Barnehurst Tågen återvänder till Cannon Street via Woolwich Arsenal och Greenwich. |
| Bromley South Line (Metro)                                                                                   |                 | |
| Rutter | TPH             | Stannar vid |
| London Victoria till Orpington via Beckenham Junction                                                        | 4               | Brixton, Herne Hill, West Dulwich, Sydenham Hill, Penge East, Kent House, Beckenham Junction, Shortlands, Bromley South, Bickley och Petts Wood |
| Hayes Line (Metro)                                                                                           |                 | |
| Rutter | TPH             | Stannar vid |
| London Charing Cross till Hayes förbi Lewisham                                                               | 2               | Waterloo East, London Bridge, Ladywell, Catford Bridge, Lower Sydenham, New Beckenham, Clock House, Elmers End, Eden Park och West Wickham |
| London Cannon Street till Hayes via Lewisham                                                                 | 2               | London Bridge, New Cross, St Johns, Lewisham, Ladywell, Catford Bridge, Lower Sydenham, New Beckenham, Clock House, Elmers End, Eden Park och West Wickham |
| Grove Park Line (Metro)                                                                                      |                 | |
| Rutter | TPH             | Stannar vid |
| London Charing Cross till Sevenoaks                                                                          | 2               | Waterloo East, London Bridge, Hither Green, Grove Park, Elmstead Woods, Chislehurst, Petts Wood, Orpington, Chelsfield, Knockholt och Dunton Green |
| London Cannon Street till Orpington                                                                          | 2               | London Bridge, New Cross, St Johns, Lewisham, Hither Green, Grove Park, Elmstead Woods, Chislehurst och Petts Wood |
| Sidcup Line (Metro)                                                                                          |                 | |
| Rutter | TPH             | Stannar vid |
| London Charing Cross till Gravesend via Sidcup                                                               | 2               | Waterloo East, London Bridge, Hither Green, Lee, Mottingham, New Eltham, Sidcup, Albany Park, Bexley, Crayford, Dartford, Stone Crossing, Greenhithe, Swanscombe och Northfleet |
| London Cannon Street (rundtur) via Sidcup and Slade Green                                                    | 2               | London Bridge, New Cross, St Johns, Lewisham, Hither Green, Lee, Mottingham, New Eltham, Sidcup, Albany Park, Bexley och Crayford Tågen återvänder till Cannon Street via Woolwich Arsenal och Greenwich. |
| Greenwich Line (Metro)                                                                                       |                 | |
| Rutter | TPH             | Stannar vid |
| London Cannon Street (rundtur) via Woolwich Arsenal och Slade Green                                          | 4               | London Bridge, Deptford, Greenwich, Maze Hill, Westcombe Park, Charlton, Woolwich Dockyard, Woolwich Arsenal, Plumstead, Abbey Wood, Belvedere och Erith 2tph återvänder till Cannon Street via Sidcup och 2tph återvänder till Cannon Street via Barnehurst och Bexleyheath. |
| London Cannon Street till Dartford via Woolwich Arsenal                                                      | 2               | London Bridge, Deptford, Greenwich, Maze Hill, Westcombe Park, Charlton, Woolwich Dockyard, Woolwich Arsenal, Plumstead, Abbey Wood, Belvedere, Erith och Slade Green |
| London Charing Cross till Gillingham via Lewisham och Woolwich Arsenal                                       | 2               | Waterloo East, London Bridge, Lewisham, Blackheath, Charlton, Woolwich Arsenal, Abbey Wood, Dartford, Greenhithe, Gravesend, Higham, Strood, Rochester och Chatham |
| Bromley North Branch (Metro)                                                                                 |                 | |
| Rutter | TPH             | Stannar vid |
| Bromley North till Grove Park                                                                                | 3               | Sundridge Park |

### Högtrafik
Turer som är aktiva under högtrafik:
(* tpd): tåg per dag

#### Highspeed
- London St Pancras International till Ramsgate via Ashford och Dover (7 tpd)
- London St Pancras International till Ramsgate via Chatham och Faversham (5 tpd)
- London St Pancras International till Faversham via Ashford, Dover och Ramsgate (1 tpd)
- London St Pancras International till Sandwich via Ashford och Dover (1 tpd)
- London St Pancras International till Dover Priory via Ebbsfleet och Ashford (3 tpd)
- London St Pancras International till Broadstairs via Chatham och Faversham (3 tpd)
- London St Pancras International till Maidstone West via Ebbsfleet och Gravesend (4 tpd)

#### Mainline
- London Blackfriars till Dover Priory via Chatham (2 tpd)
- London Blackfriars till Rochester via Bromley South (2 tpd)
- London Blackfriars till Ashford International via Maidstone East (2 tpd)
- London Cannon Street till Ramsgate via Canterbury West (2 tpd)
- London Cannon Street till Folkestone Central via Ashford (1 tpd)
- London Cannon Street till Dover Priory via Ashford (1 tpd)
- London Cannon Street till Ramsgate via Dover Priory (1 tpd)
- London Cannon Street till Ramsgate via Chatham (3 tpd)
- London Cannon Street till Broadstairs via Chatham (2 tpd)
- London Cannon Street till  Hastings via Tunbridge Wells (5 tpd)
- London Cannon Street till Ore via Tunbridge Wells (1 tpd)
- London Charing Cross till Ashford International (2 tpd)
- London Charing Cross till Folkestone Central via Ashford (1 tpd)
- London Charing Cross till Ramsgate via Dover Priory (3 tpd)
- London Charing Cross till Ore via Tunbridge Wells (1 tpd)
- London Charing Cross till Tunbridge Wells via Orpington (14 tpd)
- London Victoria till Sheerness-on-Sea via Chatham (2 tpd)
- London Victoria till Margate via Chatham (1 tpd)
- London Victoria till Rochester via Bromley South (4 tpd)
- London Victoria till Maidstone East via Swanley (2 tpd)

#### Metro
- London Blackfriars till Orpington via Lewisham (1 tpd)
- London Cannon Street till Barnehurst via Bexleyheath (6 tpd)
- London Cannon Street till Crayford via Bexleyheath (3 tpd)
- London Cannon Street till Sevenoaks via Grove Park (11 tpd)
- London Cannon Street till Barnehurst via Sidcup (2 tpd)
- London Cannon Street till Gravesend via Sidcup (2 tpd)
- London Cannon Street till Slade Green via Sidcup (1 tpd)
- London Cannon Street till Gillingham via Greenwich (2 tpd)
- London Cannon Street till Slade Green via Greenwich (2 tpd)
- London Cannon Street till Gravesend via Greenwich (2 tpd)
- London Charing Cross till Slade Green via Bexleyheath (3 tpd)
- London Charing Cross till Orpington via Grove Park (8 tpd)
- London Charing Cross till Sidcup via Hither Green (3 tpd)
- London Charing Cross till Strood via Sidcup (2 tpd)
- London Charing Cross till Gillingham via Sidcup (2 tpd)
- London Charing Cross till Crayford via Sidcup (1 tpd)
- London Charing Cross till Barnehurst via Sidcup (1 tpd)

## Tågsätt
Southeastern kör med ungefär 375 tåg, som alla är elektriska motorvagnar.

### Nuvarande flotta
| Class                   | Bild | Typ | Toppfart | Toppfart | Antal | Vagnar | Rutter                            | Byggd     |
| Class                   | Bild | Typ | mph      | km/h     | Antal | Vagnar | Rutter                            | Byggd     |
| ----------------------- | ---- | --- | -------- | -------- | ----- | ------ | --------------------------------- | --------- |
| Class 375 Electrostar   |      | EMU | 100      | 160      | 10    | 3      | Mainline                          | 1999–2005 |
| Class 375 Electrostar   | 102  | EMU | 100      | 160      | 4     |        | Mainline                          | 1999–2005 |
| Class 375 Electrostar   |      |     |          |          |       |        |                                   |           |
| Class 376 Electrostar   |      | EMU | 75       | 120      | 36    | 5      | Metro                             | 2004–2005 |
| Class 376 Electrostar   |      |     |          |          |       |        |                                   |           |
| Class 377/5 Electrostar |      | EMU | 100      | 160      | 8     | 4      | Mainline                          | 2008–2009 |
| Class 395               |      | EMU | 140      | 225      | 29    | 6      | High Speed 1                      | 2007–2009 |
| Class 395               |      |     |          |          |       |        |                                   |           |
| Class 465 Networker     |      | EMU | 75       | 120      | 147   | 4      | Mainline och Metro                | 1991–1994 |
| Class 466 Networker     |      | EMU | 75       | 120      | 43    | 2      | Metro och till viss del Mainline. | 1993–1994 |

### Äldre flotta
Överföringen av vissa linjer till Southern och Thameslink har gjort att Southeastern har dragit tillbaka sina få tåg av sorten Class 508 EMU:s och ersatt dem med Networkers.
| Class     | Bild | Typ | Toppfart | Toppfart | Nummer | Vagnar per tågsätt | Drift          | Skrotad |
| Class     | Bild | Typ | mph      | km/h     | Nummer | Vagnar per tågsätt | Drift          | Skrotad |
| --------- | ---- | --- | -------- | -------- | ------ | ------------------ | -------------- | ------- |
| Class 395 |      | EMU | 75       | 120      | 12     | 3                  | Landsbygdsrutt | 2008    |
| Class 395 |      |     |          |          |        |                    |                |         |

### Framtida flotta
Southeastern förväntas få 25 stycken tågsätt av typen Class 377/1 under de kommande åren enligt dokument från transportdepartementet som publicerades i september 2013, i samband med den nya kombinerade Thameslink, Southern och Great Northern Franchise. De har meddelats att de kommer att tas i drift i slutet av 2017.
| Class                   | Bild | Typ | Toppfart | Toppfart | Nummer | Vagnar per tågsätt | Drift              | Byggd     | Levereras      |
| Class                   | Bild | Typ | mph      | km/h     | Nummer | Vagnar per tågsätt | Drift              | Byggd     | Levereras      |
| ----------------------- | ---- | --- | -------- | -------- | ------ | ------------------ | ------------------ | --------- | -------------- |
| Class 377/5 Electrostar |      | EMU | 100      | 160      | 23     | 4                  | Mainline och Metro | 2002–2009 | Slutet av 2017 |